# Alec McLean
Alexander „Alec” McLean (ur. 18 października 1950 w Wellington) – nowozelandzki wioślarz, brązowy medalista olimpijski i dwukrotny medalista mistrzostw świata.

## Kariera
Wystąpił na igrzyskach olimpijskich w Montrealu w 1976, gdzie osada Nowej Zelandii w składzie: Ivan Sutherland, Trevor Coker, Peter Dignan, Lew Wilson, Joe Earl, Dave Rodger, Alec McLean, Tony Hurt i Simon Dickie (sternik) zdobyła brązowy medal. W finale o 5,22 sekundy szybsza była osada NRD, a o 2,69 wyprzedziła ich osada Wielkiej Brytanii. Był to jego jedyny start olimpijski.
W ósemkach zdobywał również brąz na mistrzostwach świata w Lucernie (1974) i mistrzostwach świata w Nottingham (1975). 
Po zakończeniu kariery pracował nowozelandzkiej służbie celnej. Później został osobistym sekretarzem parlamentarnym premierów Nowej Zelandii: Roberta Muldoona i Helen Clark. W 2008 został sekretarzem gubernatora generalnego Nowej Zelandii, którym ówcześnie był Anand Satyanand. W 2009 odznaczony Królewskim Orderem Zasługi.